# Jean Bertin (réalisateur)
Pour les articles homonymes, voir Jean Bertin et Bertin.
Jean Bertin est un réalisateur, scénariste et critique de cinéma français, né le 26 août 1896 au Havre et mort le 3 novembre 1937 dans le 16e arrondissement de Paris.

## Biographie
Jean Édouard Paul Marie Bertin naît en 1896 au Havre, de Théodule Charles Eugène Bertin, chef de bataillon d'infanterie de marine, et de Marie Marguerite Roetig. En 1915, son père, désormais colonel, est promu commandeur de la Légion d'honneur.
Jean Bertin passe le concours d'entrée à l'École navale où il est admissible, puis étudie le droit. Étudiant, il s'engage volontairement en janvier 1915. Adjudant dans l'infanterie, il participe à plusieurs combats, dont la bataille du Chemin des Dames. De nombreuses blessures — qui lui laisseront des séquelles physiques et psychologiques — lui valent d'être réformé en avril 1918. À l'issue de la guerre, il reçoit la médaille militaire.
Brièvement peintre, dessinateur de mode, puis acteur, il tourne son premier court métrage en 1919, Le Club des suicidés, avec le comédien Aurelio Sidney. Au début des années 1920, il se rend aux États-Unis, où il va faire une partie de sa carrière,,. Il intervient en tant que conseiller technique sur les décors et costumes, comme sur le film Kiki de Clarence Brown. En 1928, il collabore avec Maurice Tourneur, pour l'adaptation du Capitaine Fracasse de Théophile Gautier, avec Pierre Blanchar. Mais Jean Bertin démissionne quelques mois plus tard de la société productrice Lutèce films et le film est finalement réalisé par Alberto Cavalcanti.
Jean Bertin travaille également comme critique de cinéma : ses articles paraissent dans des revues telles que Cinémagazine ou Mon Ciné, pour lesquelles il fait office de correspondant à Hollywood,.
De retour en France, il réalise coup sur coup plusieurs films : La Menace, d'après la pièce de Pierre Frondaie ; La Vocation, d'après le roman de Louis de Blois, prix Goncourt 1916 ; D'un port à l'autre, un documentaire. À propos de L'Appel du large, sorti en 1930, le critique et futur réalisateur Robert Vernay emploie dans un article l'expression « réalisme poétique », sans doute pour la première fois par la critique cinématographique française. Après deux films produits en 1931 par les films Osso, l'activité de Jean Bertin marque le pas. En 1933, il écrit le scénario du film de Jean Tarride, Étienne, d'après la pièce éponyme de Jacques Deval.
Jean Bertin meurt le 3 novembre 1937 à Paris, à l'âge de 41 ans,. Différents journaux annoncent sa mort en décembre 1937. Selon les sources, il est rapporté qu'il est mort d'une « longue maladie » ou de ses « blessures de guerre ».

## Filmographie

### Réalisations
- 1919 : Le Club des suicidés (court métrage)
- 1928 : La Menace
- 1929 : La Vocation (+ scénario)
- 1929 : D'un port à l'autre (documentaire)
- 1930 : L'Appel du large
- 1931 : Le Costaud des PTT / Le Roi des facteurs (coréalisateur : Rudolph Maté)
- 1931 : La Femme de mes rêves

### Scénarios
- 1929 : La Vocation (+ réalisation)
- 1933 : Étienne

## Distinctions
- Croix du combattant volontaire 1914-1918
- Croix du combattant
- Médaille militaire